# Castor Point
Der Castor Point ist eine Landspitze an der Nordküste Südgeorgiens im Südatlantik. Sie liegt nordnordwestlich des Larsen Point. Ihr unmittelbar östlich vorgelagert ist Jason Island.
Das UK Antarctic Place-Names Committee benannte sie 2009. Namensgeberin ist die Castor, ein Geleitschiff der Antarktisfahrt des norwegischen Walfangunternehmers Carl Anton Larsens mit der Jason (1892–1894).